# Rootwater
Rootwater, est un groupe de heavy metal polonais, originaire de Varsovie. Il est formé en 2002 par Sebastian Zusin, Tomasz « Yońca » Jońca et Paweł Jurkowski. Par la suite, Maciej Taff se joint au groupe au chant. Leur style musical comprend des éléments de punk hardcore, thrash metal, folk et punk, ou même ambient.

## Biographie

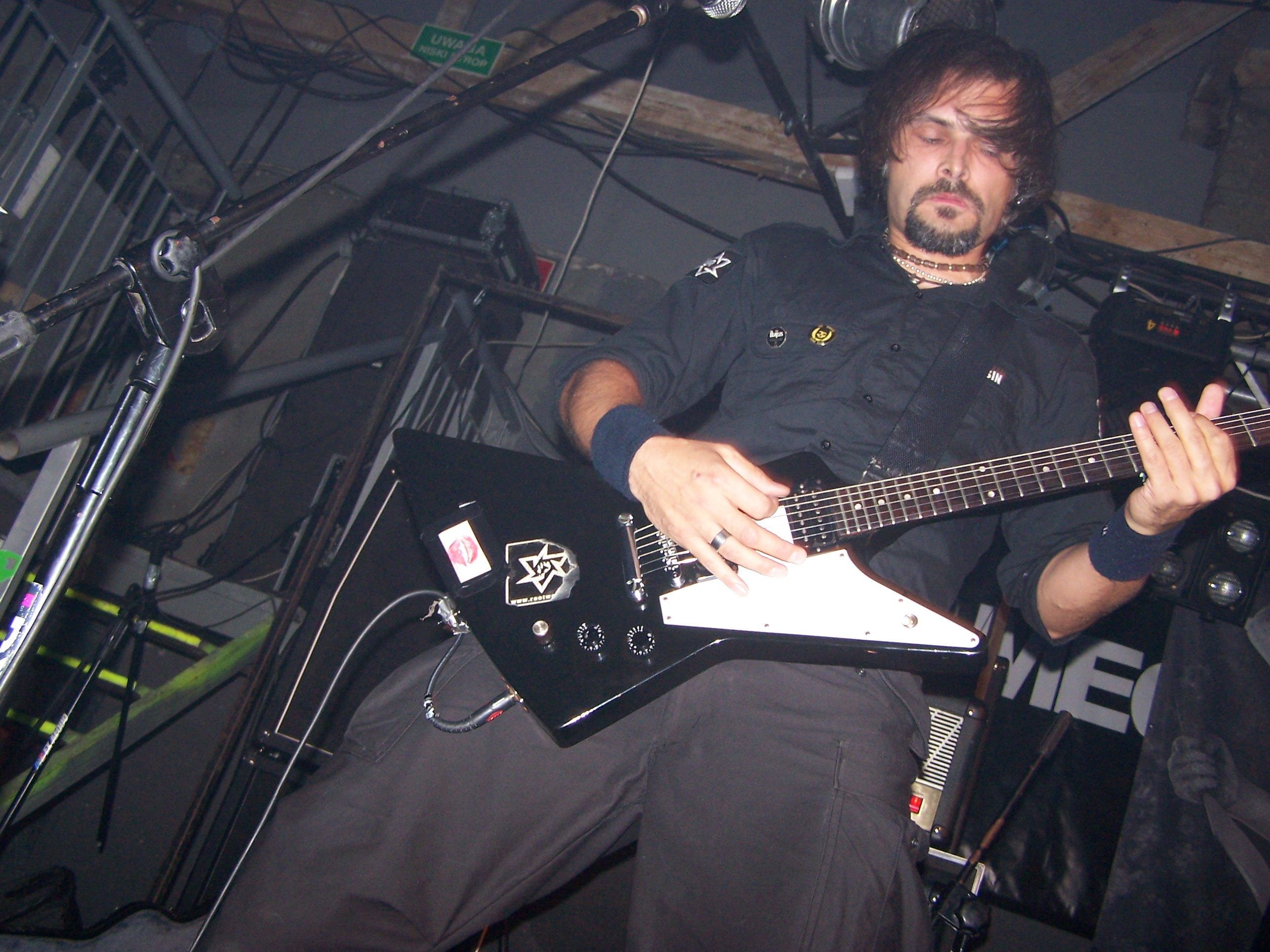
Sebastian Zusin, en concert en 2007.

Le groupe est formé en 2002 à Varsovie. Avant la sortie du premier album, Tomasz « Yony » Jońca quitte le groupe, et est remplacé par Michał Truong, et peu après par Pawła Jurkowskiego, puis par Artur Rowiński, connu pour ses performances au sein des groupes Bian et Licorea. Le 27 août 2004 sort leur premier album studio intitulé Under au label Fonografika,. Quelques mois après cette sortie, le groupe se sépare de Przemysław Bielinski, qui est remplacé par Filipa « Heinricha » Hałuchę, du groupe Vesania.
En 2006, ils publient leur premier EP intitulé The Legends of Hava Nagila, en édition limitée à mille exemplaires. Toujours en 2006, le groupe signe un contrat d'enregistrement avec le label Mystic Production,. En 2007, ils publient leur deuxième album studio, Limbic System, chez Mystic Production. Il atteint la troisième place des meilleurs albums en 2007 au magazine polonais Mystic Art.
Cette même année, le groupe joue au Mystic Festivalu aux côtés notamment de Celtic Frost, Behemoth, et Slayer, et au Woodstock de Kostrzyn aux côtés de Type O Negative et Acid Drinkers.
En 2008, Paweł « Paul » Jaroszewicz quitte le groupe, et est remplacé par Artur Rowiński, qui part après les enregistrements du troisième album. Il est officiellement remplacé en janvier 2009 par Grzegorz Olejnik. En janvier 2009, également,, le groupe se sépare de Michał Truong, qui est remplacé par Marcin « Valeo » Walenczykowski, du groupe Vesania. En raison de problèmes de santé, le chanteur Maciej Taff qitte le groupe en mai 2010, ce qui mène à la séparation de Rootwater.

## Membres

### Derniers membres
- Maciej Taff – chant (2002-2010)
- Sebastian Zusin – guitare (2002-2010)
- Filip « Heinrich » Hałucha – basse (2004-2010)
- Marcin « Valeo » Walenczykowski – guitare (2009-2010)
- Grzegorz « Gregor » Olejnik – batterie (2009-2010)

### Anciens membres
- Tomasz « Yony » Jońca – guitare (2002-2004)
- Przemysław Bieliński – basse (2002-2004)
- Paweł « Rekin » Jurkowski – batterie (2002-2004)
- Michał Truong – guitare (2004-2009)
- Artur Rowiński – batterie (2004-2008)
- Paweł « Paul » Jaroszewicz – batterie (2008)

## Discographie
- 2002 : Under
- 2007 : Limbic System
- 2009 : Visionism